# EPages
ePages es un proveedor internacional de software de tiendas en línea en la nube para pequeñas y medianas empresas, con sede central en Hamburgo y presencia en Barcelona, Londres, Nueva York y Jena. Según la empresa, sus productos son utilizados en más de 70 países. 
La compañía distribuye sus productos de e-commerce principalmente a través de proveedores de hosting, como 1&1, Acens, Arsys, Nominalia o Strato en España, proveedores de telecomunicaciones como Deutsche Telekom o empresas de logística como Seur o DHL. ePages ofrece también servicios de consultoría, atención al cliente, diseño y soporte técnico.

## Historia
ePages fue fundada en 1987 por Wilfried Beeck como d’ART Computer GmbH, pasando posteriormente a llamarse Intershop Communications GmbH. La solución de e-commerce de ePages empezó a comercializarse a partir de 1997 con el nombre de Intershop ePages a empresas de telecomunicaciones y proveedores de servicios de Internet. En 2002, Wilfried Beeck abandonó la junta directiva de Intershop para concentrarse en el producto de e-commerce bajo el nombre de ePages, dando lugar a la creación final de la empresa.  
ePages GmbH, con sede en Hamburgo, empezó a distribuir sus productos primero en Alemania y posteriormente a Europa. En 2006 inició su salto al comercio internacional, con la inauguración de oficinas en Londres y Barcelona. 
Durante los años siguientes firmó acuerdos con empresas como Strato, Verio o Arsys, permitiendo el desarrollo de su producto e implantación dentro del sector de las PYMES. El último acuerdo firmado se ha llegado a cabo en febrero de 2014 con 1&1, una de las filiales de United Internet.

## Partners y proveedores
ePages cuenta con partners en más de 15 países que distribuyen y comercializan el software para tiendas en línea.
| España, Francia, Italia y Portugal - 1&1 - Acens - Amen.fr - Arsys - Aruba.it - Banco Sabadell - Comalis - Creadtibe - Inforges - Ebp - Filnet - Forpsi - Fucsio - Google - Hostalia - iKoula - Inter dominios - La Poste - Lojas-na.net - Netissime - Nominalia - Orange business - Piensa Solutions - Register.it - Seur - Strato - Sysban | Alemania, Austria y Suiza - 1&1 - Beepshop - Deutsche Telekom - Dumrath & Fassnacht - Ecab - Emerlon - Euroweb - goCommerce - Heise Media Service - Host Europe - Host Point - Mein Paket - Netclusive - Online werbung - Sage - Soft Engine - Strato - Verio | Reino Unido, Irlanda, Estados Unidos, Australia y Canadá - 1&1 - 20x20 - 123-reg - Australia Post - BT Business - Daily - Easily - Easy Space - Eclipse - eCorner - eProvider - Iinet - KC - LCN - Names.co.uk - Register365 - Royal Mail - Simply Hosting - Strato - Uber global - Vilkas - Westnet | Noruega, Finlandia, Suecia y Dinamarca - Ballou - Capnova - eFormation - Kirahvi - TDC Hosting - Vilkas | Benelux, Federación Rusa y Polonia - Amen - Be cloud - IS Online - Every Shop - Shopvizier - Strato - Tres Hold |

## Productos y servicios
El software de ePages permite a pequeñas y medianas empresas crear tiendas en línea y así ofrecer sus productos y servicios en 15 idiomas diferentes y todas las divisas. 
ePages colabora con importantes portales y marketplaces en línea como eBay y Amazon, motores de búsqueda como Google y comparadores de precios cuyos servicios están conectados directamente al software y pueden ser utilizados desde el área de administración.
Los vendedores pueden también hacer uso de herramientas de marketing ya incorporadas como newsletters, cupones de descuento o botones enlazados a sus redes sociales, así como de una versión móvil adaptada automáticamente. 
El software de ePages integra también varios medios de pago y de logística así como sistemas de planificación de recursos empresariales gracias a la cooperación con más de 60 socios tecnológicos.
Los productos de ePages son: ePages Base, ePages Flex, ePages Enterprise y ePages Multistore, aunque los proveedores los distribuyen bajo diferentes nombres.
- ePages Base es la solución básica de tienda en línea de ePages que permite crear una página web para vender por Internet.
- ePages Flex es una solución para vendedores con experiencia. Ofrece todas las funciones de ePages Base pero se encuentra en un servidor virtual o dedicado.
- ePages Enterprise incluye todas las características de ePages Base y permite a partners de implementación como agencias web adaptar el software para proporcionar tantas funciones adicionales como el vendedor requiera.
- ePages Multistore permite a mayoristas, distribuidores, fabricantes o franquiciadores crear una red de tiendas en línea con una tienda máster y un número ilimitado de subtiendas que recibirán sus datos de la tienda máster.[3]